# すべての赤い国の女たち
すべての赤い国の女たち（Women of All Red Nations）は、アメリカインディアンの女性人権団体。略称はWARN。

## 概要
1974年、サウスダコタ州ラピッドシティで、30を超える様々なインディアン部族から集まった300人のインディアン女性たちによって結成された 。代表格はローレライ・デコラ・ミーンズ（スー族）、マドンナ・サンダーホーク（スー族）、フィリス・ヤング（スー族）、ジャネット・マクラウド（チュラリップ族）、ウィノナ・ラデューク（オジブワ族）らで、彼女らはインディアン権利団体「アメリカインディアン運動」（AIM）の女性メンバーであり、前年1973年にサウスダコタのパインリッジ・インディアン保留地でAIMらインディアンたちが起こした「ウーンデッド・ニー占拠抗議」の参加者だった。
「WARN」はアメリカインディアンの女性の健康と、条約権の回復と保障を活動目的とし、合衆国のスポーツ・チームが使用している「インディアン・マスコット」の撤廃と、インディアン文化の反商品化にも注力している。

## インディアン児童の強制養子縁組の廃止要求
「WARN」は合衆国政府によるインディアン児童の強制養子縁組に対して廃止要求を行っている。
合衆国は「インディアン寄宿学校」の導入に続き、さらなる先住民族の同化政策として、本土とアラスカのインディアン及びエスキモー、アレウトの家庭から強制的に児童をとりあげ、白人の家庭に養子縁組させる、公的なプロジェクトを続けている。
この養子縁組はBIA（インディアン管理局）の後押しを受けた「アメリカ児童福祉連盟」（CWLA）による支持と資金提供を得て、1958年から1967年にかけて活発に行われた。CWLAは「白人（White Man）には分別がある」として、これを合法であるとする論調で事業を進めた。結果、1978年の「インディアン児童福祉法」（ICWA）制定までに、全てのインディアン児童の1/4が彼らの家族から奪い去られ、白人の里親か、または孤児院へと送られたと見積もられている。
インディアンの家庭から強制的に白人の家庭に養子縁組された児童は、インディアンとしての文化は全く教えられず、ただ単に白人の子供として育てられる。やがて物心がつくころになるとその子供は「インディアンでも白人でもない」という自己の崩壊に直面し、そのほとんどがアルコール使用障害になるか、あるいは自殺してしまうのである。
このインディアン児童の強制養子縁組に対する「WARN」による激しい批判と抗議によって、合衆国は1978年になってようやく「インディアン児童福祉法」（ICWA）を制定し、一定の規制をかけることとなった。しかしこの養子縁組自体は「インディアンの貧困家庭からの児童の救済」という福祉目的で完全禁止されているわけではない。デニス・バンクスはこの制度を「一種の誘拐である」と批判している。

## インディアン強制断種に対する抗議
「WARN」による抗議運動の成果のひとつに、合衆国政府によるインディアン女性への強制不妊手術の撤廃がある。
第二次大戦時にナチス・ドイツが推進した優生学に基づく特定民族の強制不妊手術は、合衆国においては「インディアン民族の増加予防」を目的として、戦後もインディアン女性に対して、豊富な連邦政府資金によって「インディアン健康サービス」が行ってきた公的な施策である。
「WARN」による1974年の調査報告によると、1970年代には、インディアン女性の40～50%が卵巣を摘出され、強制断種されている。1973年から76年までの4年間だけでも、3,406人のインディアン女性が不妊手術をされている。少なくとも2人の15歳の少女は、白人医師らから「扁桃腺をとるから」と言われ、卵巣を摘出された。スー族のリーマン・ブライトマンの報告では、合衆国の優生学施政によって、70年代の10年間でインディアン女性の40%、インディアン男性の10%、総数にして6万人から7万人の間のインディアン女性が強制断種されたと推定している。インディアンの女性が保留地の医療センターに入院したとする。すると本人の承認を得ることもなく、患部でもない卵巣や子宮が摘出されるのである。
「WARN」による批判抗議の結果、1979年にようやくアメリカ保健社会福祉省はインディアン民族に対する不妊手術の規制通達を出した。しかし1990年代になってもなおこの制度は実行されていると報告されている。

## インディアン保留地の核汚染に関する調査
「WARN」はインディアン保留地における核物質の採掘に影響する、先天性欠損症や流産、それに伴う母親の死、といったインディアンの健康被害の調査報告を行っている。
「WARN」はスー族のパインリッジ･インディアン保留地での土壌と水脈の高レベル放射能汚染と、乳児の先天性欠損症、流産と癌の発症増加率の統計相関関係について示した調査書を交付した。この地域にはウラン採掘場と米軍の砲撃演習場があり、保留地は農場由来でない除草剤と殺虫剤による汚染にも晒されている。
2003年、「WARN」はオグララ･スー族部族会議議長あてに1980年のパインリッジの水質試験結果調査報告書を提出した。ここには、自然界に存在しない放射性物質であるトリウム230の検出結果が報告されている。トリウム230はウラニウム鉱脈から発生する汚染物質である。